# رأی خرکی

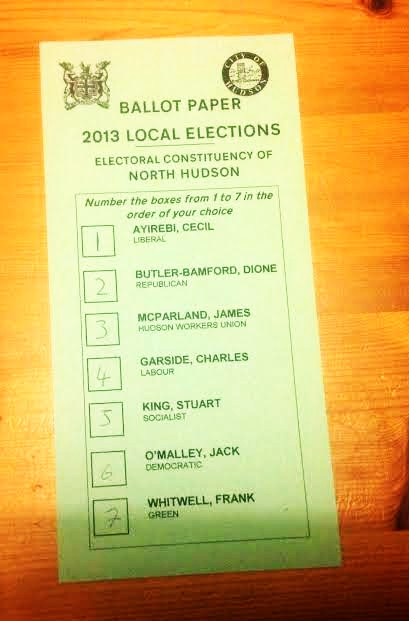
نمونهٔ برگهٔ رأی ترجیحی که رأی‌دهنده آن را به روش خرکی پر کرده‌است

رأی خرکی (به انگلیسی: donkey vote) به نوعی از رأی دادن گفته می‌شود که رأی‌دهنده به جای رتبه‌بندی نامزدان بر حسب ارجحیت، نامزدان را به همان ترتیبی که در برگهٔ رأی ترجیحی آمده‌است، رتبه‌بندی کند.
در انتخابات استرالیا که برگه‌های رأی ترجیحی با رأی‌دهی اجباری در هم آمیخته، مشاهده شده‌است که تعداد نامزدانی که نام خانوادگی‌شان با حروف ابتدایی الفبا (A تا K) آغاز می‌شود شانس بیشتری برای انتخاب شدن دارند. احزاب هم متوجه این امر شده و مایلند آن نامزدان را وارد فهرست‌هایشان کنند. تخمین زده شده که در یک انتخابات معین در ۸ حوزهٔ انتخابیه، برنده از روی رأی‌های خرکی تعیین شده، گرچه این امر تأثیری روی انتخاب حزب حاکم نداشته‌است.
خرکی رأی دادن ممکن است ناشی از رأی‌گریزی، اعتراض به انتخابات، سخت‌فهم بودن شیوهٔ رأی‌گیری و . . . باشد. حتی ممکن است آنچه به نظر رأی خرکی می‌آید، صرفاً رتبه‌بندی صادقانه، آگاهانه و واقعی رأی‌دهنده بوده باشد.